# The Irish Rovers
|  | Aquest article tracta sobre la banda. Si cerqueu la cançó de folk, vegeu «The Irish Rover». |

The Irish Rovers és un grup de música irlandesa originari de Toronto, Canadà. Format el 1963 i batejat amb el nom de la cançó tradicional «The Irish Rover», són més coneguts per les seves sèries de televisió internacional, contribuint a la popularització de la música irlandesa a Amèrica del Nord i per les cançons «The Unicorn», «Drunken Sailor», «Wasn't That a Party», «The Orange and the Green», «Whiskey on a Sunday», «Lily the Pink» i «The Black Velvet Band».
Les veus principals que es van sentir en les primeres cançons del grup van ser Will Millar (tenor), Jimmy Ferguson (baríton), George Millar i Joe Millar, i en els darrers vint anys també John Reynolds i Ian Millar. L'acordió de Wilcil McDowell ha acompanyat la banda al llarg dels seus més de cinquanta anys.
El membre fundador George Millar i el seu cosí Ian són tots dos de Ballymena, Davey Walker d'Armagh, Sean O'Driscoll de Cork, Gerry O'Connor de Dundalk, amb Morris Crum de Carnlough i el percussionista Fred Graham de Belfast. El flautista i whistle Geoffrey Kelly va néixer a Dumfries, Escòcia.
A la dècada de 1980, el grup es va canviar per nom de The Rovers. Durant aquest període, el seu «Was't That a Party» va provocar un èxit creuat en el gènere country rock.
The Irish Rovers han representat Canadà a cinc Exposicions universals i el 2018 van ser homenatjats com una de les majors exportacions d'Irlanda a Dublín, al Museu de l'emigració irlandesa